# Главное управление кинофотопромышленности при Совете народных комиссаров СССР
Гла́вное управле́ние кинофотопромы́шленности (ГУКФ) при СНК СССР — государственный орган Союза ССР по управлению производством фотокинооборудования, кинокартин, а также их прокатом. ГУКФ руководил кинопроцессом в стране, осуществлял идеологические функции, утверждал планы производства фильмов и вёл контроль их содержания, руководил кинообразованием, в подчинении ГУКФ находились научно-исследовательские организации киноотрасли.

## История
В соответствии с постановлением СНК СССР от 11 февраля 1933 года «в целях поднятия роли и значения кинематографии как крупнейшего фактора культурного подъёма и в целях максимального использования ресурсов организаций Союза ССР и союзных республик» Государственное всесоюзное кинофотообъединение «Союзкино» было реорганизовано в Главное управление кинофотопромышленности (ГУКФ) с подчинением непосредственно Совету народных комиссаров СССР.
Постановление установило правила работы киноиндустрии в стране: была создана государственная структура, полностью контролирующая процесс создания продукци — от производства кинофотоплёнки и химических реактивов для её обработки, до кинопроизводства и подготовки кадров для него. Под контроль ГУКФ были введены экспортно-импортные операции, кинотрестам было предоставлено право проката на территории всего СССР. Главное управление получило статус «наблюдателя» за содержанием фильмов и право утверждать планы киностудий на их производство.
В соответствии с постановлением ЦИК СССР и СНК СССР «Об образовании Всесоюзного комитета по делам искусств при СНК СССР (ВКПДИ)» от 17 января 1936 года Главное управление кинофотопромышленности вошло в состав ВКПДИ.
В августе 1936 года Главное управление кинофотопромышленности (ГУКФ) было переименовано в Главное управление кинематографии (ГУК).
23 марта 1938 года Совет народных комиссаров СССР принял постановление о создании Комитета по делам кинематографии при СНК СССР. Таким образом, кинематография вновь восстановила статус самостоятельной отрасли.

## Структура
Первоначально ГУКФ состояло из секторов по производству художественных, хроникальных, технических, военно-обороных художественных, военно-оборонных учебно-технических фильмов, сектора фотоиллюстраций, технического сектора и вспомогательных подразделений. 
Главному управлению были подчинены:
- Всесоюзный государственный трест фотокинохимической промышленности («ФОКХТ»);
- Всесоюзный государственный трест по производству художественных кинокартин («Союзфильм»)[10], выполняющий кинозаказы по линии РСФСР;
- Всесоюзный государственный трест по производству учебных, научных и технических фильмов («Союзтехфильм»);
- Всесоюзный государственный трест по производству кинохроники («Союзкинохроника»).

В состав Главного управления вошли: Всесоюзная контора по киноэкспорту и киноимпорту «Союзинторгкино», Всесоюзная контора по управлению кинотеатрами союзного значения «Союзэкран», Всесоюзная контора по снабжению и сбыту кинофотопродукции «Кинофотоснабсбыт». ГУКФ были подчинены Государственный институт кинематографии и Ленинградский институт киноинженеров, а также Научно-исследовательский кинофотоинститут (НИКФИ). Республиканские тресты по производству фильмов и их по прокату были выведены из состава объединения «Союзкино» и подчинены Советам народных комиссаров союзных республик. Кинематографические тресты «Роскино» и «Востоккино» не вошли в состав ГУКФ.
Структура ГУКФ периодически менялась. На основании постановления СНК СССР № 1058 от 26 мая 1933 года в ведение ГУКФ был передан Всесоюзный государственный литературно-иллюстрационный и фотоиздательский трест «Союзфото». Постановлением СНК СССР № 69 от 11 января 1934 года трест «Союзфильм» был ликвидирован, а входящие в его состав Московская и Ленинградская кинофабрики реорганизованы в кинокомбинаты на правах самостоятельных трестов. Постановлением  СНК СССР № 2102 от 8 сентября 1934 года Всесоюзная контора «Союзэкран» была ликвидирована, а кинотеатры последней, за исключением кинотеатров «Ударник» (Москва) и «Титан» (Ленинград), оставшихся в ведении ГУКФ, были переданы местным трестам кинофикации. В соответствии с постановлением СНК СССР от 28 сентября 1934 года «О реорганизации Главного управления кино-фото-промышленности при СНК Союза ССР» сектора по производству фильмов были ликвидированы, был создан отдел производства художественных фильмов. Главному управлению были подчинены:
- Всесоюзный государственный трест киномеханической промышленности («Киномехпром»);
- Всесоюзное издательство литературы по кинематографии и фотографии («Кинофотоиздат»);
- Москинокомбинат и Ленкинокомбинат;
- Московская и Ленинградская копировальные фабрики.

## Руководство
Начальник ГУКФ и его заместители назначались Советом народных комиссаров СССР. С декабря 1933 года по январь 1938 года начальником ГУКФ (ГУК) был Б. З. Шумяцкий. Заместителями начальника ГУКФ (ГУК) в разные периоды были: В. А. Сутырин (1933), В. Ф. Плетнёв (1933—1935), Я. Э. Чужин (1933—1936), В. А. Усиевич (1935—1937), В. И. Жилин (1936—1938), помощниками начальника ГУКФ — Б. А. Котиев, А. М. Сливкин, М. С. Цыпкин, К. Ю. Юков. В годы большого террора большинство руководящих работников ГУКФ подверглись репрессиям.

## Издания
- газета «Кино» (совм. с ЦК Союза кинофотоработников)

- журнал «Кинофотопромышленность» / «Советская кинофотопромышленность»
- журнал «Учебное кино»

## Комментарии
1. ↑  В соответствии с постановлением СНК СССР от 25 мая 1933 года  в составе Наркомвнешторга (НКВТ) СССР было создано Всесоюзное объединение «Союзкиноэкспорт», экспорт продукции кинофотопромышленности  стал подведомственен НКВТ. Постановлением СНК СССР от 28 сентября 1934 года функции по киноэкспорту были изъяты из НКВТ и возвращены ГУКФ
[12][13].